# Hamburger Marschbahn
| Streckennummer (DB): | 9126                                                                      |                                     |                                     |
| Kursbuchstrecke (DB): | ehem. 110e                                                                |                                     |                                     |
| Kursbuchstrecke: | 93g (1934) 100p (1939) 110e (Billwerder – Moorfleth – Zollenspieker 1946) |                                     |                                     |
| Streckenlänge: | 33,71 km                                                                  |                                     |                                     |
| Spurweite: | 1435 mm (Normalspur)                                                      |                                     |                                     |
| |                                                                           |                                     |                                     |
| \| \| \| Strecke von Tiefstack \| \| \| \| 36,25 00,00 \| Hamburg-Billbrook \| Hamburg-Billbrook \| \| \| 35,95 00,00 \| Strecke nach Glinde \| Strecke nach Glinde \| \| \| 35,64 00,00 \| Anschluss Liebigstraße \| Anschluss Liebigstraße \| \| \| 34,76 00,00 \| Anschluss Tidekanal \| Anschluss Tidekanal \| \| \| 34,57 00,00 \| Anschluss Pinkert Weg \| Anschluss Pinkert Weg \| \| \| 33,71 00,00 \| Billwerder-Moorfleet \| Billwerder-Moorfleet \| \| \| 33,63 00,00 \| Strecke Hamburg–Berlin \| Strecke Hamburg–Berlin \| \| \| \| Anschluss Boehringer \| \| \| \| 33,02 00,00 \| Moorfleet \| Moorfleet \| \| \| 31,51 00,00 \| Dove-Elbe-Brücke \| Dove-Elbe-Brücke \| \| \| 31,39 00,00 \| Dove Elbe \| Dove Elbe \| \| \| 31,22 00,00 \| Tatenberg \| Tatenberg \| \| \| 30,15 00,00 \| Spadenland \| Spadenland \| \| \| 28,78 00,00 \| Binnenrehden \| Binnenrehden \| \| \| 28,50 00,00 \| Ochsenwerder \| Ochsenwerder \| \| \| 27,33 00,00 \| Gauert \| Gauert \| \| \| 26,10 00,00 \| Oortkaten \| Oortkaten \| \| \| 23,94 00,00 \| Fünfhausen \| Fünfhausen \| \| \| 21,47 00,00 \| Kirchwerder-Howe \| Kirchwerder-Howe \| \| \| 21,19 00,00 \| Mittelste \| Mittelste \| \| \| 18,67 16,03 \| ehem. Vierländer Bahn von Bergedorf \| ehem. Vierländer Bahn von Bergedorf \| \| \| 18,17 16,53 \| Zollenspieker Querweg \| Zollenspieker Querweg \| \| \| 17,45 17,25 \| Zollenspieker \| Zollenspieker \| \| \| 17,35 00,00 \| \| \| \| \| 15,16 \| Teufelsort \| Teufelsort \| \| \| 14,87 \| Neesen \| Neesen \| \| \| 14,00 \| Riepenburg (Bedarfshalt) \| Riepenburg (Bedarfshalt) \| \| \| 12,83 \| Krauel \| Krauel \| \| \| 12,53 \| Kraueler Elbe \| Kraueler Elbe \| \| \| 11,34 \| Gose Elbe \| Gose Elbe \| \| \| 11,17 \| Kiebitzbraak \| Kiebitzbraak \| \| \| 10,67 \| Kiebitzbraak \| Kiebitzbraak \| \| \| 9,12 \| Dove Elbe \| Dove Elbe \| \| \| 9,11 \| Elbdeich \| Elbdeich \| \| \| 8,98 \| Alte Dove Elbe \| Alte Dove Elbe \| \| \| 7,42 \| Altengamme \| Altengamme \| \| \| 5,41 \| Borghorst \| Borghorst \| \| \| 5,05 \| Brookwetterung / Landesgrenze SH-HH \| Brookwetterung / Landesgrenze SH-HH \| \| \| 3,50 \| Birke \| Birke \| \| \| 2,20 \| Brandenmoor \| Brandenmoor \| \| \| \| Strecke von Bergedorf \| \| \| \| 0,88 \| Düneberg \| Düneberg \| \| \| 0,54 \| Pulverfabrik Düneberg (Anst) \| Pulverfabrik Düneberg (Anst) \| \| \| 0,00 \| Geesthacht \| Geesthacht \| \| \| \| Geesthachter Hafen (Anst) \| \| \| \| \| Strecke nach Krümmel \| \| \| \| \| \| \| \| Quellen: [1] \| \| \| \| ORM-Karte |                                                                           |                                     |                                     |
| Strecke |                                                                           | Strecke von Tiefstack               | Strecke von Tiefstack               |
| Bahnhof | 36,25 00,00                                                               | Hamburg-Billbrook                   | Hamburg-Billbrook                   |
| Abzweig geradeaus und nach links | 35,95 00,00                                                               | Strecke nach Glinde                 | Strecke nach Glinde                 |
| Abzweig geradeaus und von rechts | 35,64 00,00                                                               | Anschluss Liebigstraße              | Anschluss Liebigstraße              |
| Abzweig geradeaus und nach rechts | 34,76 00,00                                                               | Anschluss Tidekanal                 | Anschluss Tidekanal                 |
| Abzweig ehemals geradeaus und nach rechts | 34,57 00,00                                                               | Anschluss Pinkert Weg               | Anschluss Pinkert Weg               |
| Bahnhof (Strecke außer Betrieb) | 33,71 00,00                                                               | Billwerder-Moorfleet                | Billwerder-Moorfleet                |
| Kreuzung geradeaus oben (Strecke geradeaus außer Betrieb) | 33,63 00,00                                                               | Strecke Hamburg–Berlin              | Strecke Hamburg–Berlin              |
| Abzweig geradeaus und nach rechts (Strecke außer Betrieb) |                                                                           | Anschluss Boehringer                | Anschluss Boehringer                |
| Bahnhof (Strecke außer Betrieb) | 33,02 00,00                                                               | Moorfleet                           | Moorfleet                           |
| Haltepunkt / Haltestelle (Strecke außer Betrieb) | 31,51 00,00                                                               | Dove-Elbe-Brücke                    | Dove-Elbe-Brücke                    |
| Brücke über Wasserlauf (Strecke außer Betrieb) | 31,39 00,00                                                               | Dove Elbe                           | Dove Elbe                           |
| Bahnhof (Strecke außer Betrieb) | 31,22 00,00                                                               | Tatenberg                           | Tatenberg                           |
| Haltepunkt / Haltestelle (Strecke außer Betrieb) | 30,15 00,00                                                               | Spadenland                          | Spadenland                          |
| Brücke über Wasserlauf (Strecke außer Betrieb) | 28,78 00,00                                                               | Binnenrehden                        | Binnenrehden                        |
| Bahnhof (Strecke außer Betrieb) | 28,50 00,00                                                               | Ochsenwerder                        | Ochsenwerder                        |
| Haltepunkt / Haltestelle (Strecke außer Betrieb) | 27,33 00,00                                                               | Gauert                              | Gauert                              |
| Bahnhof (Strecke außer Betrieb) | 26,10 00,00                                                               | Oortkaten                           | Oortkaten                           |
| Bahnhof (Strecke außer Betrieb) | 23,94 00,00                                                               | Fünfhausen                          | Fünfhausen                          |
| Bahnhof (Strecke außer Betrieb) | 21,47 00,00                                                               | Kirchwerder-Howe                    | Kirchwerder-Howe                    |
| Brücke über Wasserlauf (Strecke außer Betrieb) | 21,19 00,00                                                               | Mittelste                           | Mittelste                           |
| Strecke von links (außer Betrieb) · Abzweig quer, nach rechts und von rechts (Strecke außer Betrieb) | 18,67 16,03                                                               | ehem. Vierländer Bahn von Bergedorf | ehem. Vierländer Bahn von Bergedorf |
| Bahnhof (Strecke außer Betrieb) · Strecke (außer Betrieb) | 18,17 16,53                                                               | Zollenspieker Querweg               | Zollenspieker Querweg               |
| Bahnhof (Strecke außer Betrieb) · Strecke (außer Betrieb) | 17,45 17,25                                                               | Zollenspieker                       | Zollenspieker                       |
| Strecke (außer Betrieb) | 17,35 00,00                                                               |                                     |                                     |
| Bahnhof (Strecke außer Betrieb) | 15,16                                                                     | Teufelsort                          | Teufelsort                          |
| Brücke über Wasserlauf (Strecke außer Betrieb) | 14,87                                                                     | Neesen                              | Neesen                              |
| Haltepunkt / Haltestelle (Strecke außer Betrieb) | 14,00                                                                     | Riepenburg (Bedarfshalt)            | Riepenburg (Bedarfshalt)            |
| Bahnhof (Strecke außer Betrieb) | 12,83                                                                     | Krauel                              | Krauel                              |
| Brücke über Wasserlauf (Strecke außer Betrieb) | 12,53                                                                     | Kraueler Elbe                       | Kraueler Elbe                       |
| Brücke über Wasserlauf (Strecke außer Betrieb) | 11,34                                                                     | Gose Elbe                           | Gose Elbe                           |
| Bahnhof (Strecke außer Betrieb) | 11,17                                                                     | Kiebitzbraak                        | Kiebitzbraak                        |
| Brücke über Wasserlauf (Strecke außer Betrieb) | 10,67                                                                     | Kiebitzbraak                        | Kiebitzbraak                        |
| Brücke über Wasserlauf (Strecke außer Betrieb) | 9,12                                                                      | Dove Elbe                           | Dove Elbe                           |
| Bahnhof (Strecke außer Betrieb) | 9,11                                                                      | Elbdeich                            | Elbdeich                            |
| Brücke über Wasserlauf (Strecke außer Betrieb) | 8,98                                                                      | Alte Dove Elbe                      | Alte Dove Elbe                      |
| Bahnhof (Strecke außer Betrieb) | 7,42                                                                      | Altengamme                          | Altengamme                          |
| Bahnhof (Strecke außer Betrieb) | 5,41                                                                      | Borghorst                           | Borghorst                           |
| Brücke über Wasserlauf (Strecke außer Betrieb) | 5,05                                                                      | Brookwetterung / Landesgrenze SH-HH | Brookwetterung / Landesgrenze SH-HH |
| Haltepunkt / Haltestelle (Strecke außer Betrieb) | 3,50                                                                      | Birke                               | Birke                               |
| Haltepunkt / Haltestelle (Strecke außer Betrieb) | 2,20                                                                      | Brandenmoor                         | Brandenmoor                         |
| Abzweig ehemals geradeaus und von links |                                                                           | Strecke von Bergedorf               | Strecke von Bergedorf               |
| Bahnhof | 0,88                                                                      | Düneberg                            | Düneberg                            |
| Abzweig geradeaus und ehemals nach rechts | 0,54                                                                      | Pulverfabrik Düneberg (Anst)        | Pulverfabrik Düneberg (Anst)        |
| Bahnhof | 0,00                                                                      | Geesthacht                          | Geesthacht                          |
| Abzweig geradeaus und ehemals nach rechts |                                                                           | Geesthachter Hafen (Anst)           | Geesthachter Hafen (Anst)           |
| Strecke |                                                                           | Strecke nach Krümmel                | Strecke nach Krümmel                |
| |                                                                           |                                     |                                     |
| Quellen: |                                                                           |                                     |                                     |

Die Hamburger Marschbahn war eine normalspurige Kleinbahn in den Hamburger Vier- und Marschlanden.

## Geschichte

### Bau
Die Strecke wurde als Arbeitsbeschaffungsmaßnahme nach dem Ersten Weltkrieg im Auftrag des Hamburger Senats errichtet. Der am 12. Mai 1921 eröffnete erste Abschnitt zweigte in Düneberg von der Stammstrecke der Bergedorf-Geesthachter Eisenbahn (BGE) ab, führte elbabwärts und vereinigte sich auf der Höhe von Teufelsort mit der von Hamburg-Bergedorf südwärts verlaufenden Strecke der 1912 eröffneten Vierländer Eisenbahn bis zu einem Kopfbahnhof in Zollenspieker am Nordufer der Elbe.
An der Verzweigung der Streckenabschnitte wurde zusätzlich eine nach Nordwesten führende Strecke gebaut, die nach zwei weiteren Stationen zunächst in Fünfhausen endete. In der weiteren Verlängerung nach Westen erreichte die Strecke am 1. April 1923 Ochsenwerder, 1926 Tatenberg und 1927 Moorfleet. Hier folgte die Strecke auf einem Bahndamm dem Verlauf der langgestreckten Straßendörfer, hielt dazu jedoch einigen Abstand. Die offizielle Eröffnung der gesamten Strecke fand am 1. Oktober 1928 statt.

### Betrieb
Die Marschbahn überquerte zusammen mit der Straße Unterer Landweg auf einer Stahlfachwerkbrücke die Gleise der Bahnstrecke Berlin–Hamburg bei Moorfleet und endete am Bahnhof Hamburg-Billbrook der 1907 erbauten Billwerder Industriebahn, die seit dem 21. Oktober 1921 der BGE gehörte. Diese führte auch von Anfang an den Betrieb auf der Marschbahn. Durchgehende Personenzüge verkehrten zunächst zwischen Moorfleet und Geesthacht, später auch ab Billwerder-Moorfleet oder Billbrook. Bedingt durch den Abstand der Strecke zu den Siedlungen, die keine wirklichen Zentren besitzen, war die Auslastung der Strecke von Anfang an gering. Außerdem richtete die BGE bereits ab 15. Mai 1926 einen konkurrierenden Betrieb mit Omnibussen ein, der die Gegend besser zu erschließen versprach.

### Übernahme durch die Bergedorf-Geesthachter-Eisenbahn
Im Jahr 1942 übernahm die BGE, deren Aktien fast vollständig dem Hamburger Staat gehörten, von diesem auch das Eigentum der rund 33 Kilometer langen Marschbahn.

### Verkehr nach Neuengamme
Seit 1942 diente die Bahn im Verbund mit der Vierländer Eisenbahn und einem dort neu geschaffenen Anschlussgleis in das KZ Neuengamme hinein dem Transport von KZ-Häftlingen und der von ihnen produzierten Güter Richtung Hamburg.

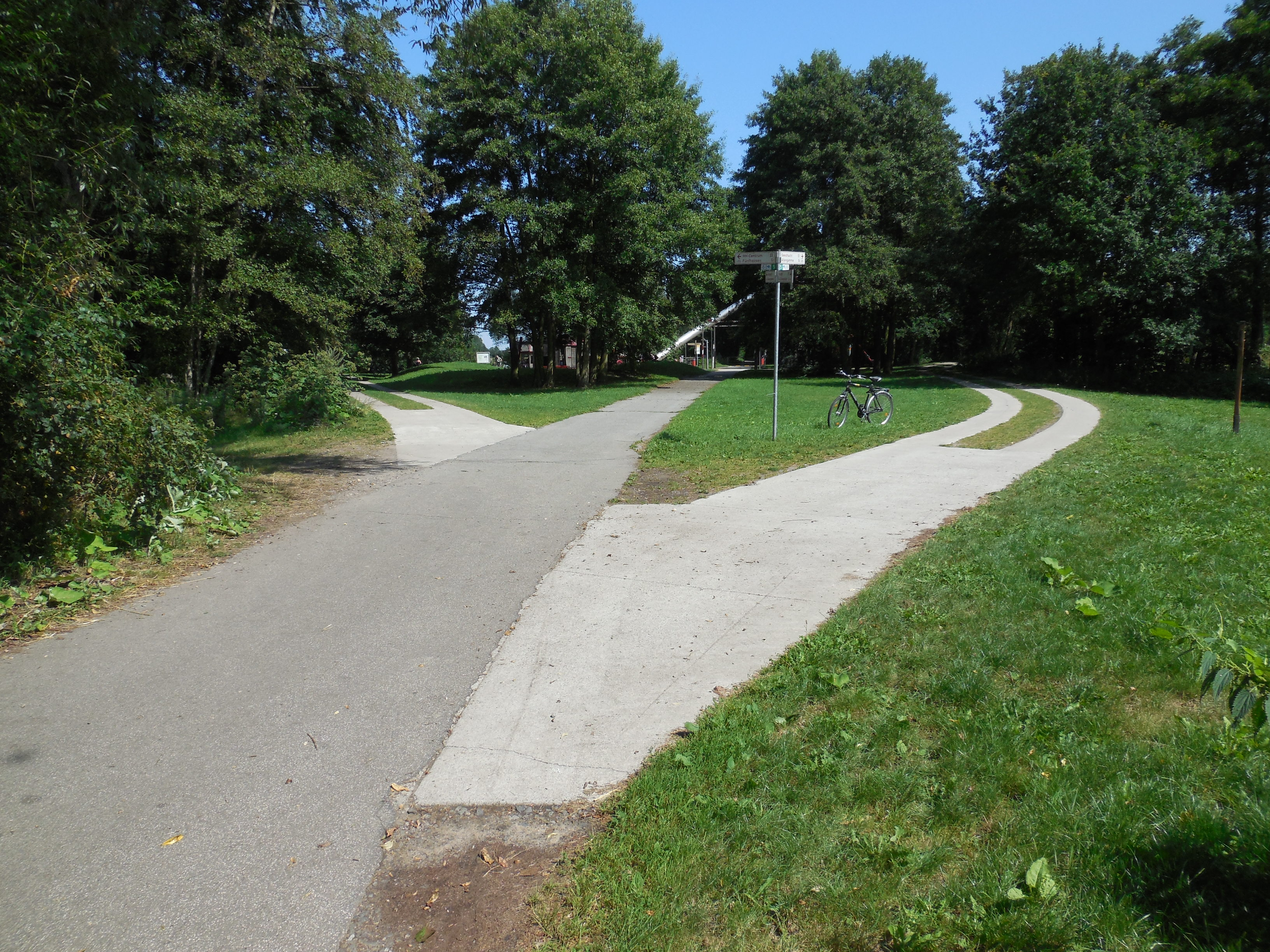
Abzweigung der Marschbahnstrecken bei Teufelsort, links die Trasse von/nach Tatenberg/Billbrook, in der Mitte von Bergedorf und rechts von Düneberg/Geesthacht. Der mittlere Strang läuft entgegen der Blickrichtung weiter nach Zollenspieker.(2014)

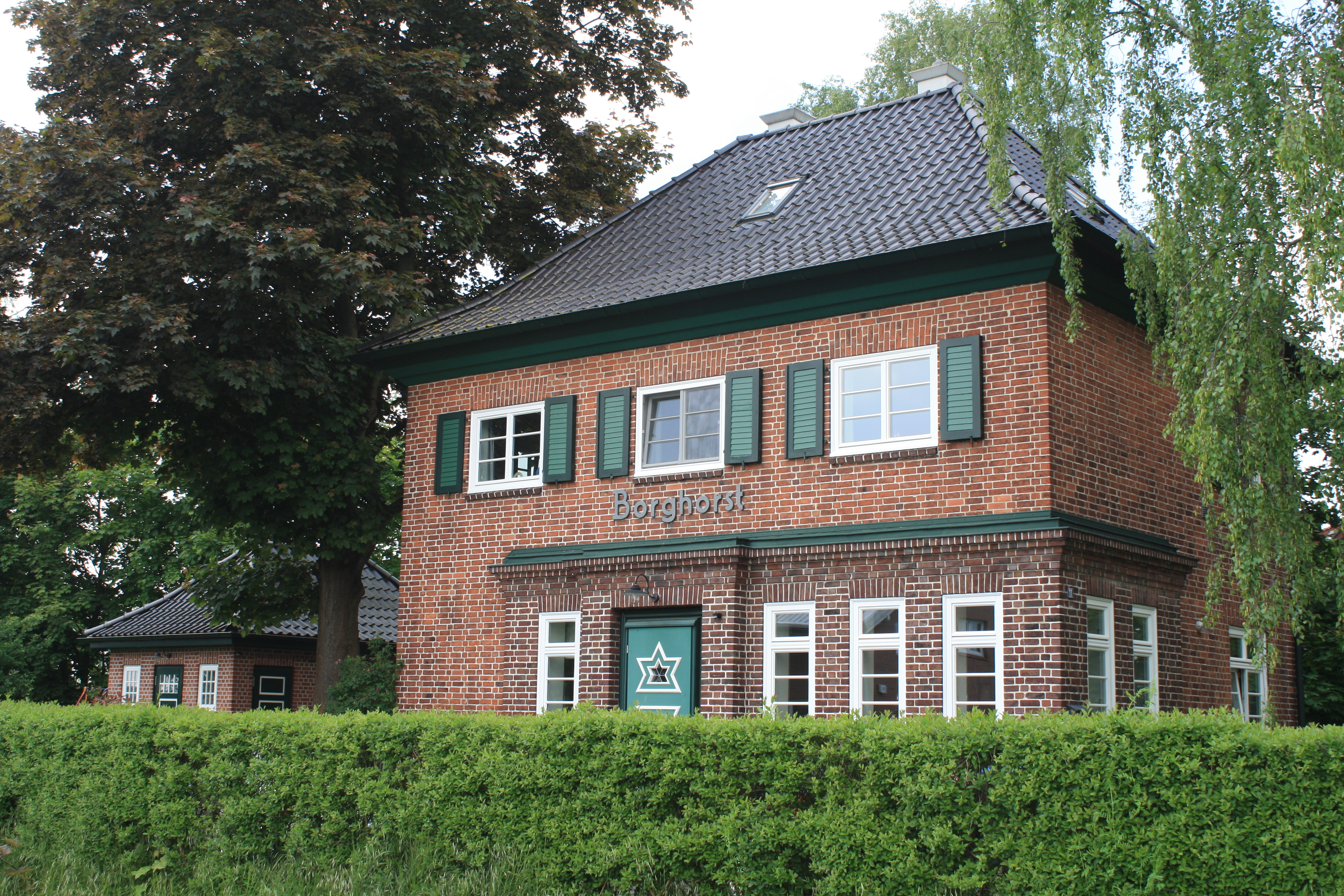
Ehemaliges Bahnhofsgebäude Borghorst

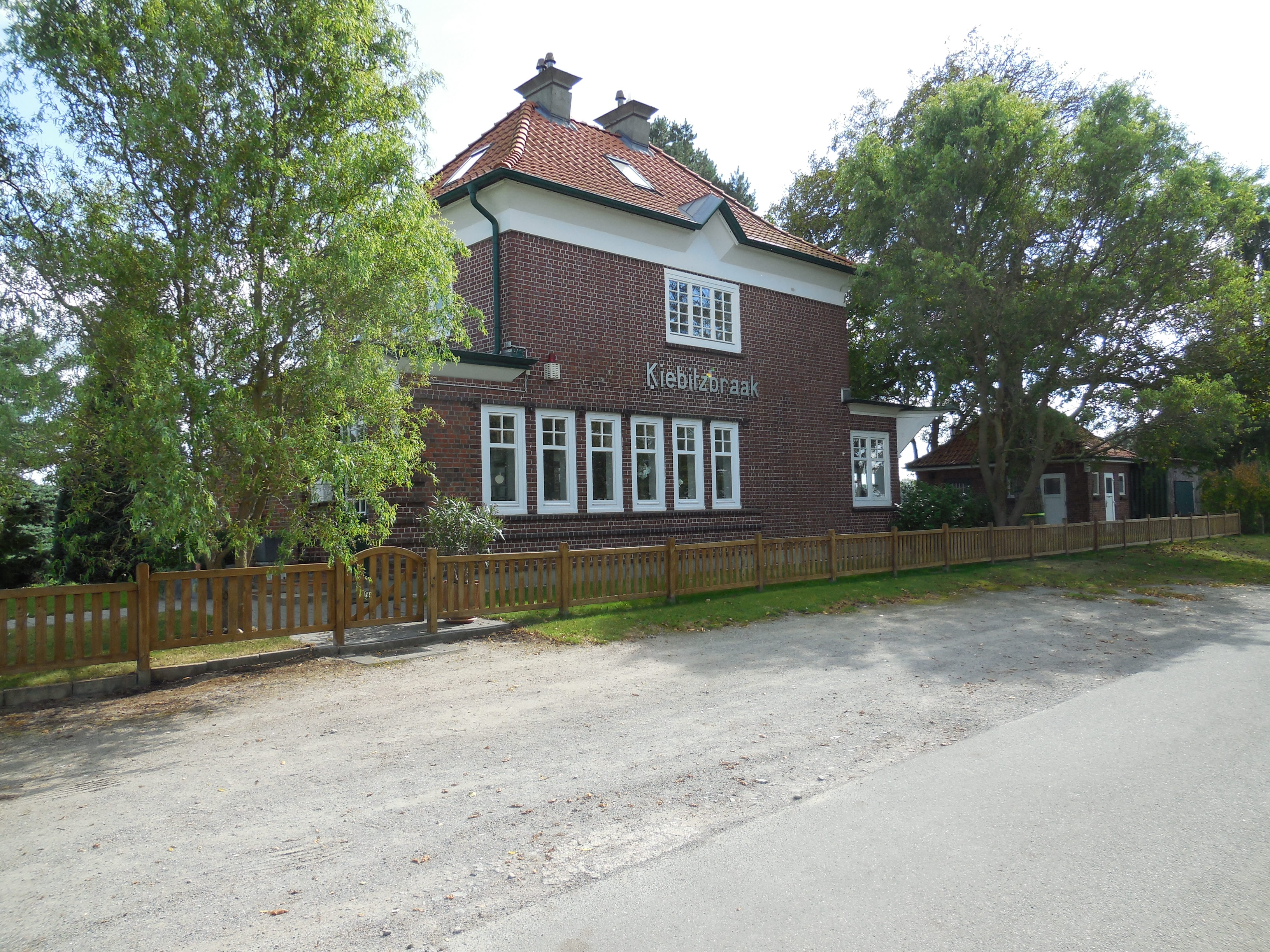
Ehemaliges Bahnhofsgebäude Kiebitzbraak, Zustand 2014

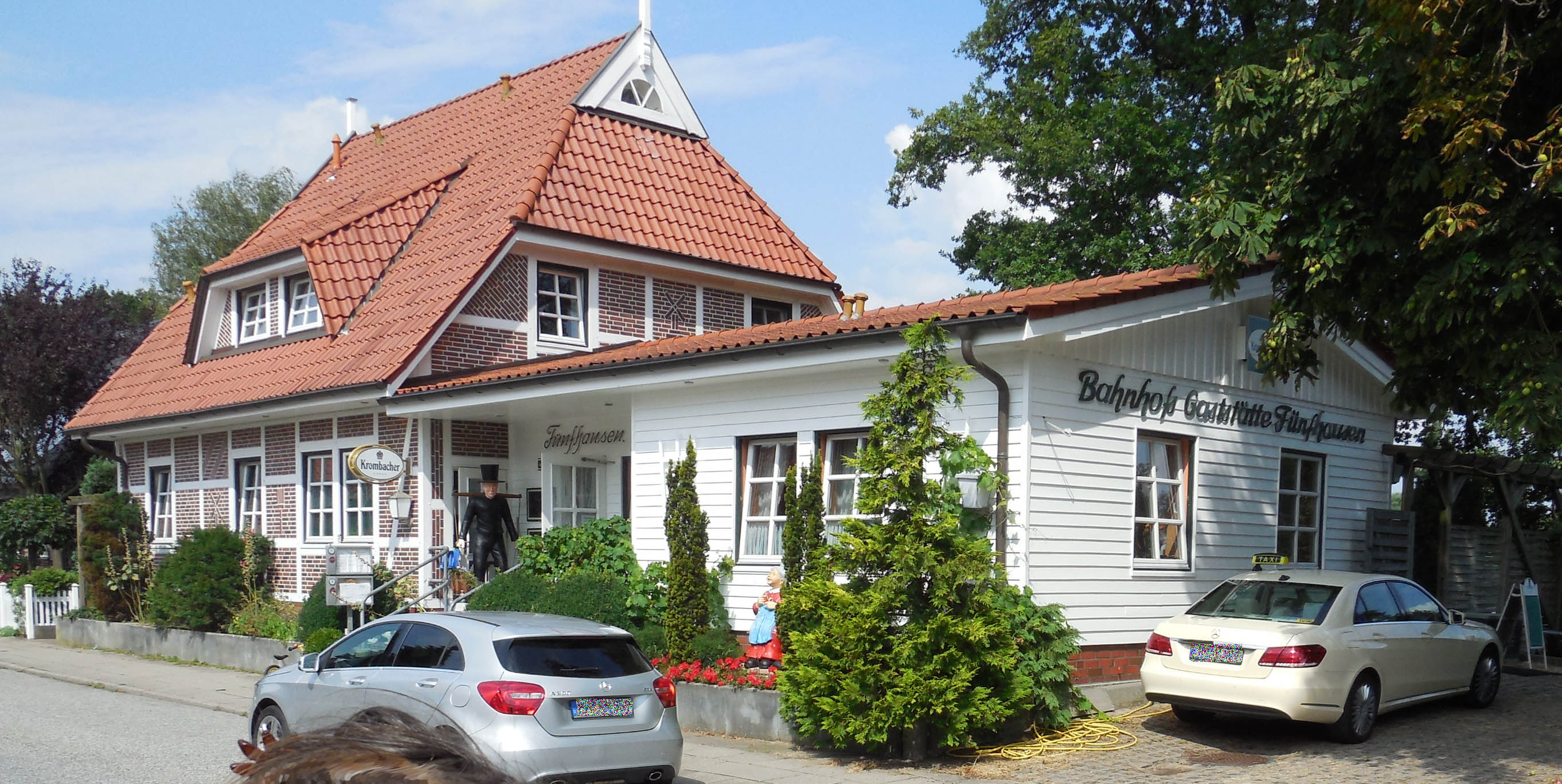
Neubau auf dem ehemaligen Bahnhofsgelände von Fünfhausen, Zustand 2014

### Betriebseinstellung
Nachdem spätestens ab Sommer 1950 der Verkehr zwischen Geesthacht und Zollenspieker zum Erliegen gekommen war, wurde der Betrieb auf der restlichen Marschbahn am 1. März 1952 eingestellt. Allerdings gibt es eine Quelle, die aussagt, dass der Güterverkehr dort erst am 9. Mai 1955 offiziell beendet wurde.

### Heutiger Zustand der Eisenbahn-Anlagen
Die Gleisanlagen der Hamburger Marschbahn sind heute fast vollständig abgebaut. Auf dem Bahndamm wurde die asphaltierte Straße Marschbahndamm angelegt, die vorwiegend als Radwanderweg genutzt wird. Einige Bahnhofsgebäude sind noch erhalten, ebenso die Pfeiler der Brücke über die Dove Elbe in Höhe der Tatenberger Schleuse. Die Brücke über die Fern- und S-Bahn-Gleise an deren Haltepunkt Billwerder-Moorfleet stellte bis 1976 den Anschluss der Gütergleise im Gewerbegebiet im Süden Billwerders an die Billwerder Industriebahn her. Sie wurde vermutlich Ende der 1980er Jahre durch eine neue, reine Straßenbrücke für den Unteren Landweg ersetzt. Auf einem kleinen Stück der Marschbahn vor dem Bahnhof Hamburg-Billbrook liegen noch Gleise; sie werden von der AKN befahren, um die Strecke der ehemaligen Südstormarnschen Kreisbahn nach Glinde zu erreichen.

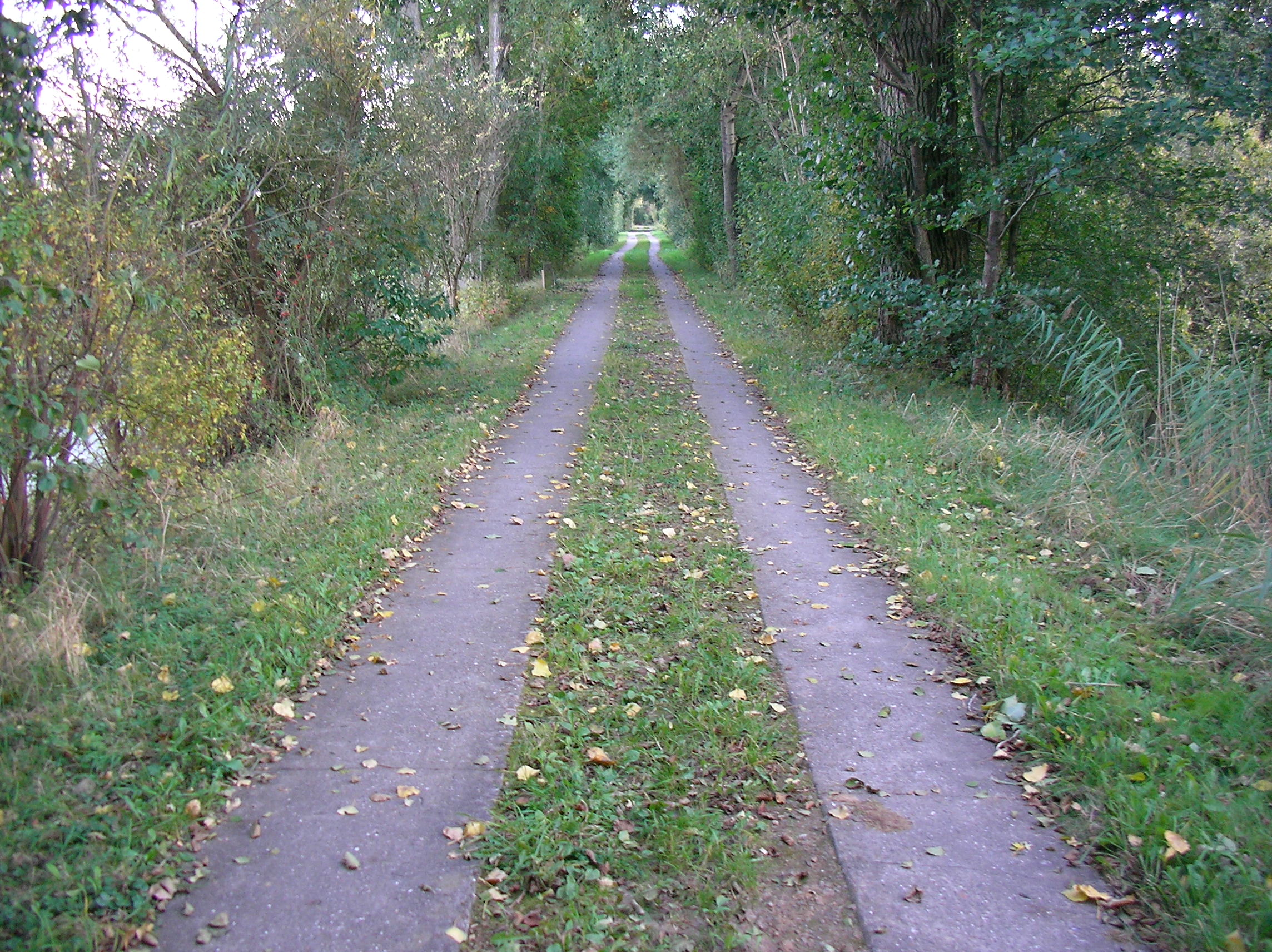
Ehemalige Gleisanlage auf dem Marschbahndamm in Kirchwerder
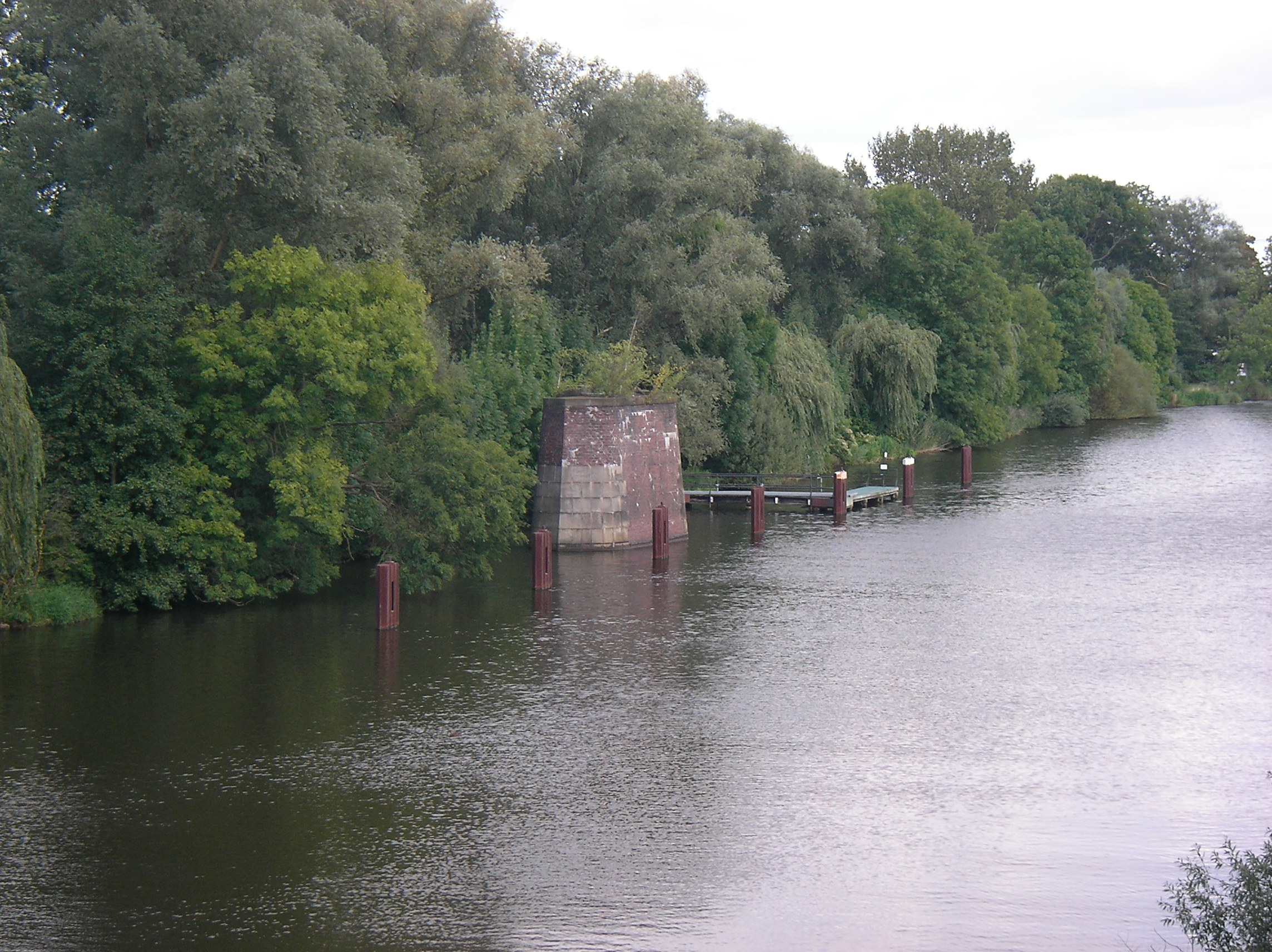
Die Pfeiler der abgetragenen Brücke der Marschbahn über die …
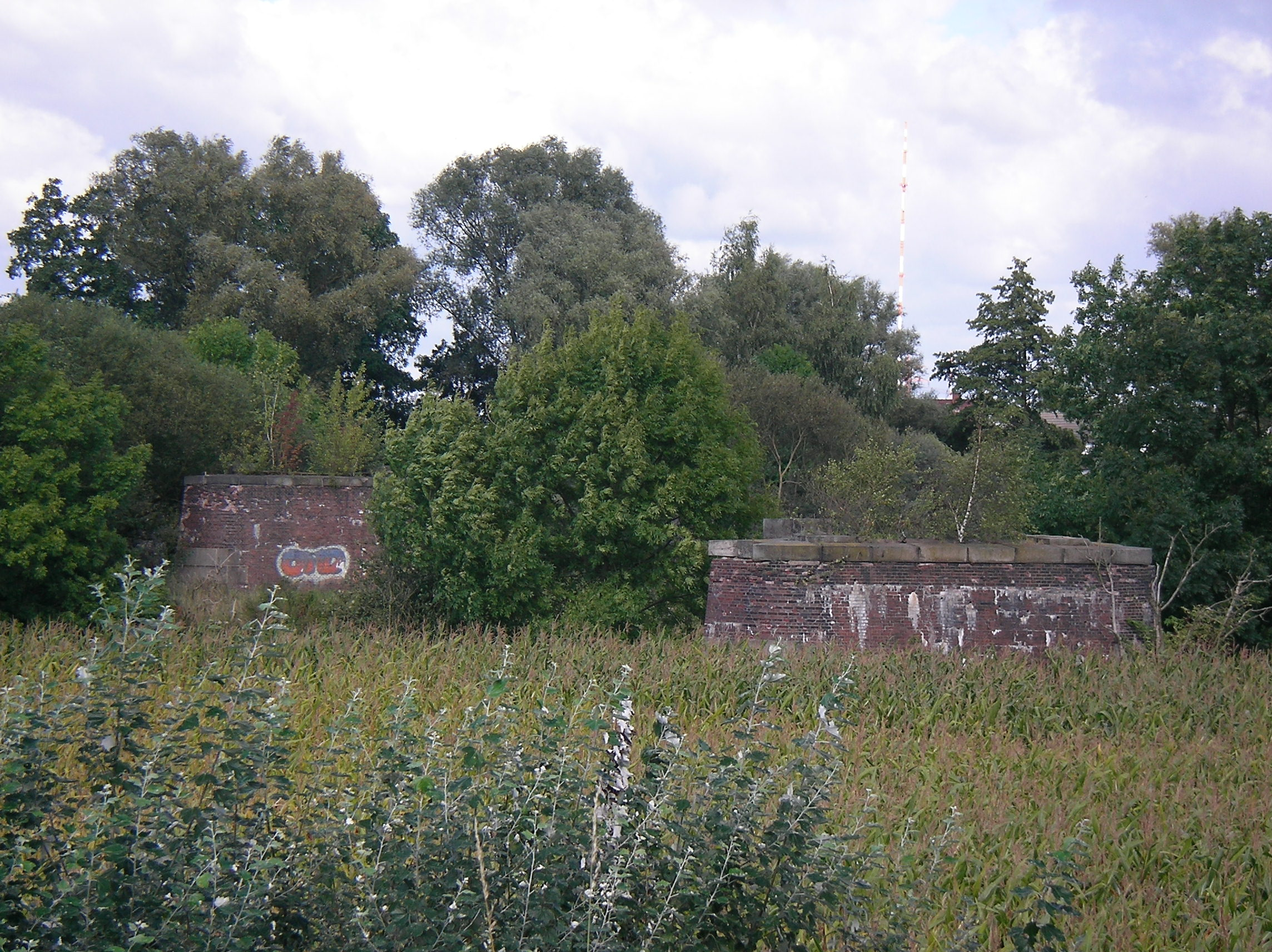
… Dove Elbe zwischen Moorfleet und Tatenberg stehen noch heute
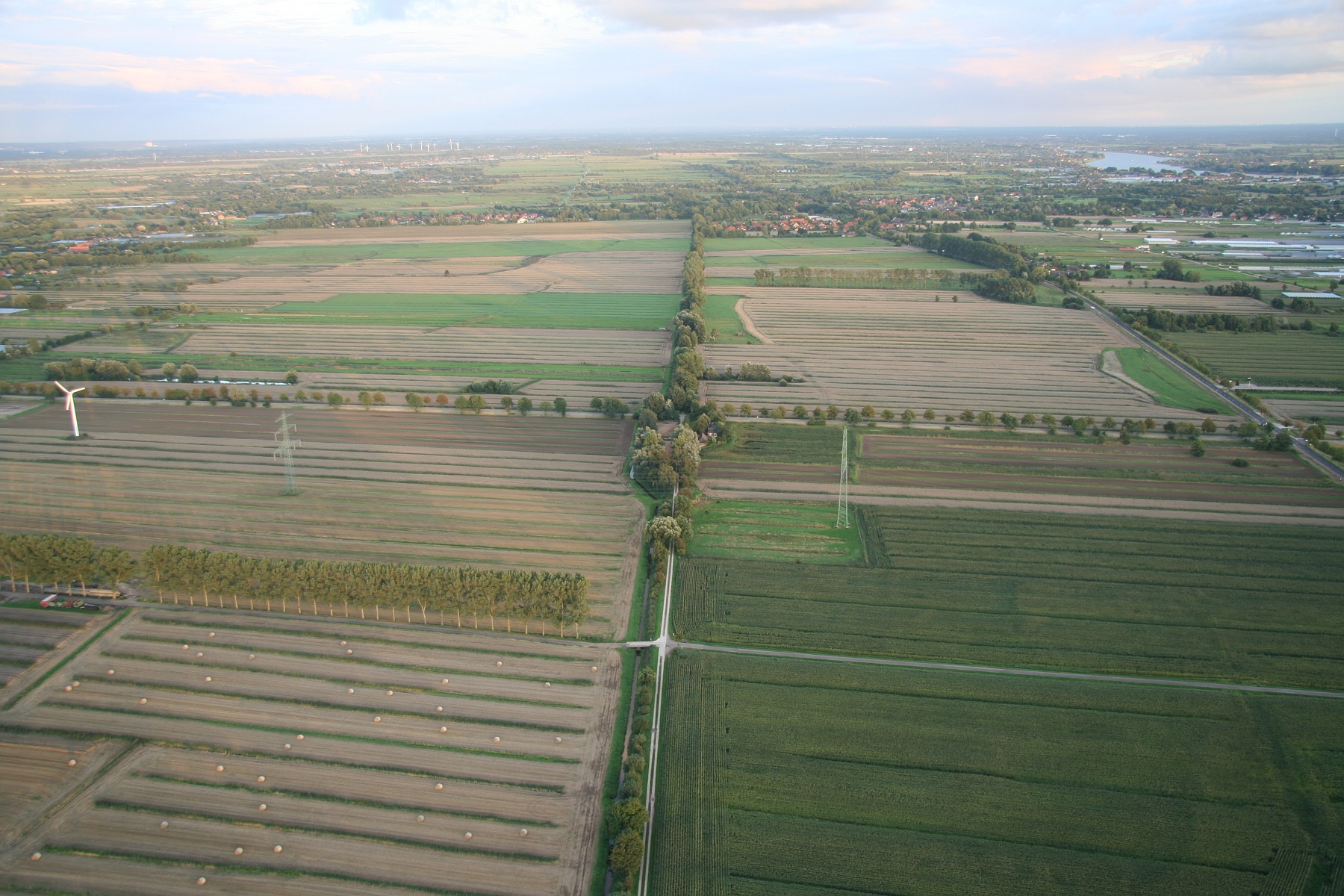
Marschbahndamm in Ochsenwerder (Blick Richtung Fünfhausen)

### Umstellung auf Omnibusbetrieb
Die BGE und damit auch der Omnibusverkehr in den Vier- und Marschlanden wurde 1954 von den Verkehrsbetrieben Hamburg-Holstein (VHH) übernommen. Sie betreibt dort jetzt etwa 17 Buslinien, die zum großen Teil auf den Bahnhof Bergedorf ausgerichtet sind. Vier Buslinien führen zum Hamburger ZOB. Der Fahrplan von Buslinien, die Schulen im Bezirk Bergedorf bedienen, berücksichtigt u. a. die Unterrichtszeiten und Ferientermine.

## Namensähnlichkeiten
Ebenfalls als Marschbahn wird die Eisenbahnstrecke von Elmshorn nach Westerland bezeichnet, die durch die schleswig-holsteinischen Elb- und Nordseemarschen führt. „Holsteinische“ bzw. „Schleswig-Holsteinische Marschbahn-Gesellschaft“ sind die früheren, aufeinander folgenden Namen der Unternehmen, die diese Bahn anfangs betrieben.
Der hier erwähnte Ort Fünfhausen liegt im Bezirk Bergedorf von Hamburg und ist nicht zu verwechseln mit dem ebenfalls hamburgischen Ortsteil Fünfhausen in Hamburg-Neuland auf der anderen Seite der Elbe.